# Carl Josef Maria Brentano-Cimaroli
Carl Josef Maria Brentano-Cimaroli (* 1705; † 15. Januar 1780 in Genua) war ein Unternehmer aus der weitverzweigten Familie Brentano.

## Leben
Er war der Sohn des Giovanni Batista Brentano-Cimaroli, der sich Anfang des 18. Jahrhunderts in Günzburg niederließ. Carl Josef Maria Brentano-Cimaroli war verheiratet mit Rosa Molo, die aus einer reichen Günzburger Familie stammte. Aus dieser Ehe gingen die in Günzburg geborenen Söhne Josef, Franz, Peter, Filipp und Johann hervor.

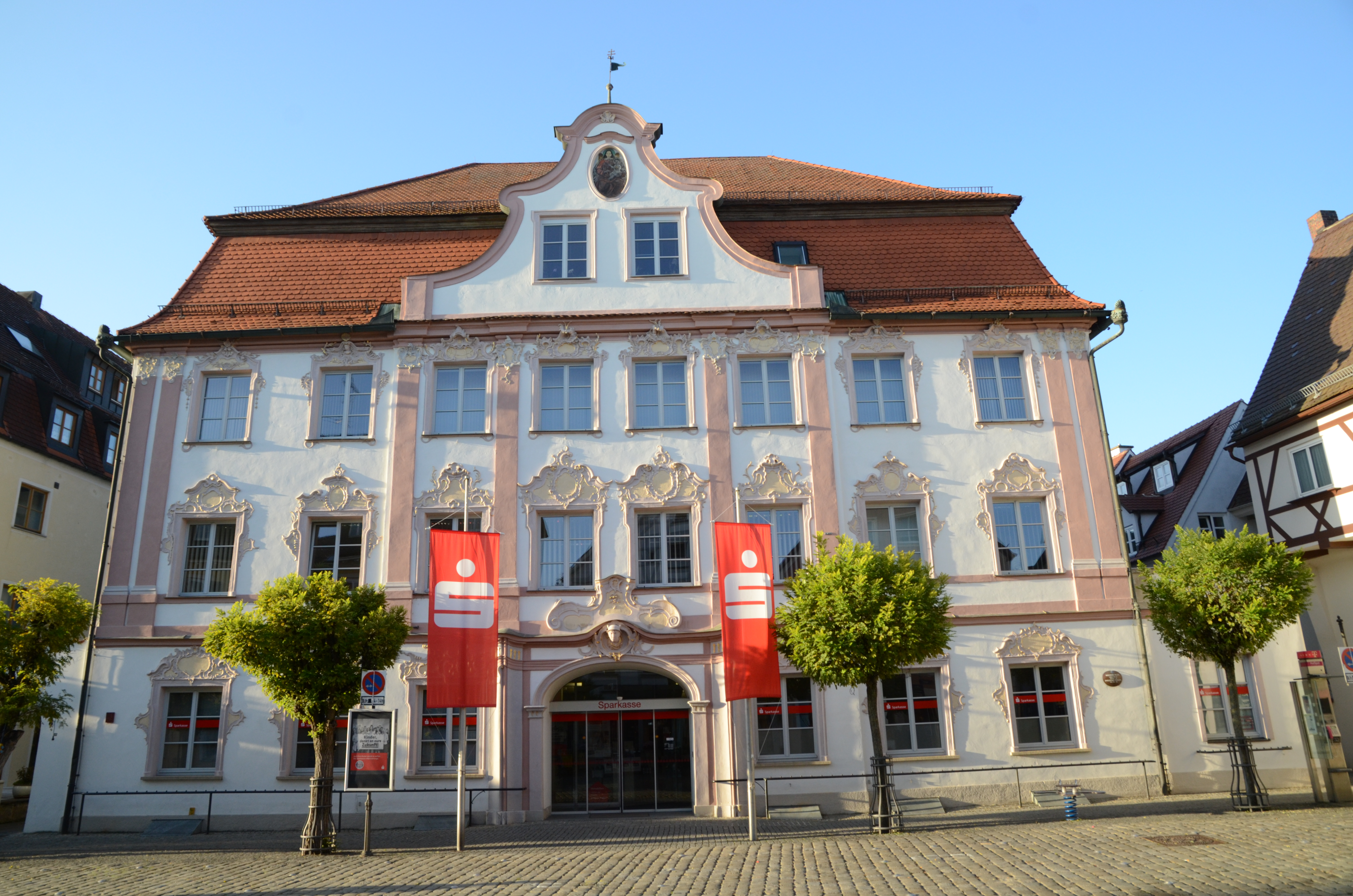
Brentano-Haus in Günzburg

Im Jahr 1746 gründete Carl Josef Maria Brentano-Cimaroli am Egelsee (Stauweiher eines Seitenarmes der Günz) eine Lionische Drahtzugfabrik zur Herstellung von Gold-, Silber- und Kupferdraht für Borten, Quasten, Draperien und Uniformen. Die Fabrik wurde bereits 1758 wieder geschlossen, da durch den Siebenjährigen Krieg der Handel behindert wurde. Ebenso verkaufte Carl Josef Maria Brentano-Cimaroli im gleichen Jahr das repräsentative Stadtpalais in Günzburg, das er 1747 hat errichten lassen. Im Jahr 1764 zog er sich endgültig aus Günzburg zurück. Zwei seiner Söhne waren als Bankiers in Genua und Neapel tätig. 